# 世界最高の暗殺者、異世界貴族に転生する
『世界最高の暗殺者、異世界貴族に転生する』（せかいさいこうのあんさつしゃ、いせかいきぞくにてんせいする）は、月夜涙による日本のライトノベル。略称は「暗殺貴族」。小説家になろうにて2018年7月から2021年10月まで投稿され、書籍版が角川スニーカー文庫（KADOKAWA）より2019年2月から刊行されている。「次のヒット作はこれだ！ 新作ラノベ総選挙2019」文庫部門（ブックウォーカー）では4位を獲得している。2024年8月時点で電子版を含めたシリーズ累計部数は180万部を突破している。
メディアミックスとして、皇ハマオが作画を担当するコミカライズ版が『ヤングエースUP』（KADOKAWA）にて2019年1月31日より連載中。2021年10月にはテレビアニメ化された。また、第2期の制作が決定している。

## あらすじ

### 第一章：暗殺者は生まれ変わる
文庫：1巻、アニメ：第1話 - 第12話、漫画：1巻 - 3巻
かつて、地球に世界最高の暗殺者と称された初老の男性がいた。男性は高齢を理由に引退する前の最後の暗殺を終え、これからの生活に思いを馳せながら日本へ帰国する最中、所属していた組織によって口封じのために飛行機事故に見せかけて暗殺されてしまう。
しかし、男性は死後に出会った女神から異世界の勇者を殺してほしいとの依頼を受ける。今から16年後、勇者は魔王を討伐した後に狂ったうえ、その2年後には世界を滅ぼすという。女神の依頼を受けた男性は、【超回復】【式を織るもの】【成長限界突破】などの優れたスキルを得て異世界に転生し、アルヴァン王国で暗殺を請け負う貴族トウアハーデ家の長男「ルーグ・トウアハーデ」として2度目の生を得る。
前世の経験や知識、地球の科学技術、トウアハーデの秘術、スキルで発明した魔法といったものが相乗効果を生み出し、ルーグは並び立つ者がいないほどの暗殺者に成長する。そしてルーグは、自身の専属メイドにして暗殺稼業の助手であるタルト、義妹にしてバックアップ担当の商会経営者マーハと共に、勇者討伐の準備に勤しむ。
その後、スオイゲル王国にて王族派と貴族派の争いが発生し、ヴィコーネ家が属する王族派が敗れてしまう。幼馴染にして魔法の師匠であり、将来結婚を考えているヴィコーネ伯爵家令嬢ディア・ヴィコーネを暗殺するよう命じられたルーグは、彼女の死を偽装して自分の妹クローディアとすることにより、ディアの命を救う。

### 第二章：暗殺者は勇者を……
文庫：2巻、漫画：3巻 -
殺すべきターゲットである《勇者》誕生の報を聞く。ディア・タルトと共に王立騎士学園の入学試験へと挑む。
王立騎士学園に進学したルーグたちは、圧倒的な潜在能力を持つ勇者エポナ・リアンノンの級友となる。エポナの訓練相手になれる唯一の存在であるルーグは、将来の暗殺のために親友となり、彼の信頼を勝ち取ろうとする。

### 第三章以降
文庫：3巻
たった一体の魔族の襲撃により、王国でもっとも多くの魔力持ちがいるはずの魔術学園が蹂躙された。
ルーグはエポナとの共闘で危機を乗り越えたのだが、この活躍により王都から目を付けられたトゥアハーデへ魔族討伐の任が下る。
文庫：4巻
魔族殺しのルーグの下に、新たな騎士団の設立者ノイシュ、アルヴァン王国家随一の名門公爵家などの有力者たちから続々と面会を求める依頼状が届く。
ネヴァン嬢から「害悪に成り下がったこの国の王子を殺してくれ」と依頼があった。
文庫：5巻
3体目の魔族を討伐し、トウアハーデ領に戻る。王家からの信頼が増す一方で、嫉妬した貴族たちはトウアハーデ家に悪辣な策略を巡らせていた。
そんな中、突如として深い眠りに落ち、女神と再会する。
文庫：6巻
一学年上のローマルング家令嬢ネヴァンより、「世界最大宗教であるアラム教の教皇に魔族が成りすましている」と聞き、さらに教皇暗殺依頼を受ける。

## 登場人物
声の項はテレビアニメにおける声優。このうち、主要人物のキャストはドラマCDからの継続となる。

### 主要人物
ルーグ・トウアハーデ / イルグ・バロール / サフィル・オグマ
声 - 赤羽根健治、小市眞琴（10歳までの少年期）、森田順平（前世）
本作の主人公。顔は良く、知的な顔立ち。そして四大国家の一つであるアルヴァン王国の男爵家にして暗殺貴族トウアハーデ家の次期当主。
前世は地球で世界最高とまで呼ばれた暗殺者であり、最後の仕事を終えて飛行機で日本への渡航中、戦闘機から発射されたAIM-92によって撃墜され、死後に出会った女神から「あなたが生まれて十八年後までに異世界の勇者を暗殺してください」という依頼を受けた。女神に選ばれた理由は、「人という枠内で勇者を殺せるのは暗殺者だけだから」である。転生時に女神からSランクスキル【超回復】、Aランクスキル【式を織るもの】、Bランクスキル【成長限界突破】、Cランクスキル【体術】、Dランクスキルの5つのスキルと全属性の魔術属性を与えられる。
女神の道具に成り下がりながらも、自分の意思で生きて幸せを手に入れることを目標としている。前世にしろ転生後にしろ殺人ができる精神を持っているが、転生後はトウアハーデ家の教育を受けたこともあり、一応は殺人に対する躊躇や罪悪感も持ち合わせている。前世の知識と経験も残されて転生しているため、料理人など様々な技能を習得している。
魔術の師匠にして従姉のディア、暗殺の助手にして専属使用人のタルト、孤児院から引き取って洗脳した孤児のマーハら3人の少女から好意を寄せられており、やがて全員と婚約することとなる。
ルーグとしての戸籍だけでなく、バロール商会当主が娼婦に産ませた子「イルグ・バロール」、鍛冶師の子「サフィル・オグマ」といった2つの戸籍を持つ。イルグとしてはムルテウにて美容ブランドのオルナをマーハと共に立ち上げており、乳液やチョコレートなどを販売して世界の流通を支配している。
アルヴァン王国の病巣の暗殺、勇者以外には不可能だと思われていた魔族殺しを行っている。
王立騎士学園にはSクラス首席の成績で入学し、勇者であるエポナと邂逅を果たす。

ディア・ヴィコーネ / クローディア・トウアハーデ
声 - 上田麗奈
本作のヒロインの一人。スオイゲル王国のヴィコーネ伯爵家の令嬢。ルーグの従姉にして幼馴染。
幼い見た目だがルーグよりも3歳年上であり、姉のように接したがる。最高峰クラスの魔術の才能を持っており、師匠としてルーグに魔術を教えた。ルーグと一緒に新しい魔法の研究もしている。
ヴィコーネ伯爵家が属する王族派が貴族派に敗れると、戦利品として連れ去られそうになるが、ルーグの有事に備えていたキアンにより、ルーグの妹であるクローディアの戸籍を用いられ、別人として生きることとなった。なお、この際にルーグはディアの父を通してキアンから「ディアの死を偽装して逃がす」と依頼されており、逃がすことには成功したものの証人がおらず死を偽装することはできなかったため、結果的にルーグにとっては前世も含めて人生で初めて「暗殺」に失敗した相手になった。
王立騎士学園にはSクラス第3席の成績で入学する。

タルト
声 - 高田憂希
本作のヒロインの一人。平民の魔力持ちの少女であり、トウアハーデ家のメイド。ルーグへの忠誠を誓う。年齢はルーグと同い年。基本的に敬語で話すが、仲が良いマーハとはタメ口で話している。
貧乏な村の出身であり、10歳の頃に口減らしとして村を追い出される。かつて村を訪れた旅人から金持ちの領地と聞いていたトウアハーデ領に向かうが、途中で飢死しそうになっていたところをルーグに救われた以降、彼の専属メイド兼暗殺業の助手として、トウアハーデ家に仕えている。それから約２年。ルーグの専属メイドをしている傍ら、ルーグから直々に暗殺の心得を習っていた。
12歳から14歳までは、ルーグに付き添ってムルテウに移住し、そこへマーハを加えた3人で過ごす。14歳からは、ルーグに付き添って王立騎士学園に入学し、そこへディアを加えた3人で学生寮に入る。
戦闘では身体強化と風属性の加速魔法を併用した超速度の接近戦を得意としており、「雷速の戦乙女」という二つ名で呼ばれることもある。愛用している槍や拳銃は、スカートの中に携帯している。
凡人であるが暗殺者としての成長は早く、トウアハーデの魔眼やSスキル【獣化】を得てからは、模擬戦でルーグに勝つこともあるほか、魔族相手にも引けを取らない接近戦を難なくこなしている。
テレビアニメ版で使用している拳銃は、ウェブリー＝フォスベリー・オートマチック・リボルバーがモデルとなっている。
また、年齢に不相応な巨乳の持ち主になっており、12歳の頃から大人の男性に性的な目で見られることも多くなったが、その肉体をハニートラップなどに活かしている。

マーハ / マーハ・バロール
声 - 下地紫野
本作のヒロインの一人。ルーグが洗脳術を駆使して自分への親愛と忠誠心を植えつけたため、彼のことを兄と慕うまでになっている。商売に適した才能を持つ。年齢はルーグと同い年。大人びた口調で話す。
かつてとある商会の代表の娘であり、父を社員に殺されて逃走した後、ストリートチルドレンとして生き延びていたが、給付金目的の孤児院に無理矢理入れられる。さらに、孤児院から貴族に売られるところであったが、ルーグに救われる。
12歳から14歳までルーグやタルトと共にムルテウにて生活し、ルーグから学問と暗殺術を学ぶが、わずか2年ということもあり、暗殺者としてはあまり成長しなかった。ルーグが美容ブランド「オルナ」を立ち上げてからは代表代理に就任し、生産された乳液などの化粧品やチョコレートや茶葉などを手広く広めていき、莫大な資産を築き上げた。ルーグがトウアハーデ領へ戻ってからは、彼の不在のムルテウにて商売の傍ら、諜報活動を行っている。

### ルーグ / イルグの親族

#### トウアハーデ家
キアン・トウアハーデ
声 - 森川智之
ルーグの実父でトウアハーデ家当主。暗殺貴族としては歴代最強の実力を持つ。
アルスターの料理人「トアリ・バッハル」、カルラド商会の若頭「ドワフ・ガールナ」といった2つの戸籍を持つ。

エスリ・トウアハーデ
声 - たかはし智秋
ルーグの実母でキアンの妻。美しい銀色の髪を持つ女性。
穏やかな性格で、ルーグを溺愛している。普段はおっとりしているが頭の回転は速く、自分がトウアハーデの女であることを自覚している。
ルーグとディアの初対面の際に、男のルーグに娘の格好をさせるなど、感性が独特な可能性がある。
ヴィコーネ伯爵家の出身で、ディアの叔母にあたる。

ルフ・トウアハーデ
ルーグの兄、あるいは姉。故人。
ルーグが生まれる前にトウアハーデの暗殺稼業で命を落とした。
キアンとエスリはルーグの前では一切ルフの話題はせず、記録も無いため、ルーグはルフの性別も年齢も知らない。
作者の発言によれば女性で、エスリが15歳の時に誕生して12歳で死亡し、同年にルーグが生まれた。

マイヤ / マイア（テレビアニメ版）
声 - 神田みか
トウアハーデ家の使用人の一人。

ロナハ・トウアハーデ
声 - 増岡大介
ルーグの従兄でトウアハーデの分家筋の男性。ルーグの4歳年上。
自分こそがトウアハーデの当主に相応しいと考えているが、正面からの戦いを好む性格ゆえに暗殺者には向いていない。
次期当主となったルーグに勝負を挑んだが暗殺者としても普通に戦っても敗北したため、自分は暗殺には向いていないと自覚し、騎士になることを決意する。

#### バロール家
ベイムネク・バロール
声 - 玉野井直樹
イルグの義父でバロール商会の商会長。
トウアハーデには大恩があり、イルグとしての戸籍を作ることに協力している。
イルグに商売のノウハウを教え、オルナの立ち上げにも協力している。また、イルグが修道院から買ってきたマーハを養女として迎え入れている。

ミラ・バロール
声 - 愛河里花子
イルグの義母でベイムネクの妻。
イルグの正体がルーグであることは知らず、夫と娼婦の子供として現れたイルグを嫌悪している。
イルグが乳液を披露した際には、「貴方のことは嫌いだが乳液は気に入った」と評し、口コミで乳液を広めている。

ベルイド・バロール
声 - 保住有哉
イルグの3歳年上の義兄でベイムネクの実子。
かつて癌を患っていたが、イルグによる治療で回復する。その後は2年間、タルトやマーハと共にイルグから学問を学んでいた。
オルナの副代表に就任した際にはマーハにプロポーズするが、断られてしまう。

### アルヴァン王国

#### 王立騎士学園
エポナ・リアンノン
勇者。ルーグのクラスメイトでSクラス第4席。戸籍上は男性だが、実際は女性。リアンノン男爵家で生まれ、勇者に目覚めた。
戦いに熱中すると暴走してしまうことがあり、魔物の襲撃に際してそれまで姉のように親しかった女騎士のミレイを暴走に巻き込んで殺してしまったことが、トラウマとなっている。それゆえ、殺人には強い抵抗感を持っていることから、もしも自分が次に暴走してしまった際にはルーグに殺してほしいと約束している。

ノイシュ・ゲフィス
ルーグのクラスメイト。ルーグと同じくSクラス首席入学の親友。四代公爵家のゲフィス公爵家の嫡男。かなりの野心家であり、アルヴァン王国を変えようとしている。ルーグのことをとても優秀と称している。また、ネヴァン・ローマルングのことを幼い頃から好んでいるが、本人は口にしていない。
勇者以外には不可能だと思われていた魔族殺しを達成したルーグたちに自分も魔族討伐に同行させて欲しいと頼むが、ルーグがノイシュを無駄死にさせたくないと考えからタルトに勝てるならという条件で了承した結果、彼女に敗れる。
その後、しばらく行方をくらましていたが、力への渇望から蛇魔族ミーナの下僕となり、人間ではなくなった姿でルーグの前に現れる。

フィン・マックール
ルーグのクラスメイト。Sクラス第5席。騎士の名門にして戦争に特化した戦闘貴族マックール家の次男。
その剣術の腕は学園に入学した時点で右に並ぶ者はいないというほどの英才。

ベリル
ルーグのクラスメイト。フィンの使用人枠。

ロマ・ゾルアック
ルーグのクラスメイト。Sクラス第6席。

クランタ
ルーグのクラスメイト。ロマの使用人枠。

アミルバ・アジャン
ルーグのクラスメイト。Sクラス第7席。

ベルルーク・クリュタリッサ
ルーグのクラスメイト。Sクラス第8席。

ネヴァン・ローマルング
ルーグたちの一年先輩。四代公爵家のローマルング公爵家の令嬢であり、暗殺貴族トウアハーデの上司のような立場。光の魔力を持っているため、「輝きの姫君」という二つ名で呼ばれている。ノイシュの想いには気付いているが、出来の悪い弟程度にしか思っていない。
人間の品種改良を行ってきたローマルング公爵家の最高傑作にしてあらゆる分野の天才であり、一度言われたことはすべて完ぺきにこなす。ルーグの優秀さを認めており、彼の子種を狙っている。

### スオイゲル王国
ディルム・ヴィコーネ
声 - 平川大輔
ディアの実父。ヴィコーネ領の領主。魔力持ちでありキアンの友人。

セタンタ・マックネース
声 - 谷山紀章
スオイゲルの王族に連なる一族の戦士。逆がった赤髪と筋骨隆々の身体をした男。
「クランの猟犬」の異名を持ち、神器の魔槍「ゲイボルグ」を武器とする。ルーグに決闘を申し込むが、対勇者用に用意していた暗殺魔法グングニルにより、一撃で暗殺される。

### 魔族・魔物
蛇魔族 / ミーナ
八大魔族の一柱。
喰った者を魔物に変貌させる能力を持っている。
アルヴァン王国の貴族として人間にまぎれて生活しているため、ルーグたちに協力的な姿勢を見せるが、他の魔族と同様に【生命の実】には執着している。

豚魔族 / オークジェネラル
八大魔族の一柱。
口の中からゴブリンやオークの群れを呼び出す能力を持っている。

兜蟲魔族 / グルト
八大魔族の一柱。
人間や動物を捕食する植物を操る能力を持っている。

獅子魔族 / ライオゲル
八大魔族の一柱。
雄獅子であるライオゲルを中心に多数の雌獅子と群れで行動する。
雌獅子を殺してもライオゲルが傍にいれば復活させられる能力を持っている。

地中竜魔族 / のっぺらぼう魔族
八大魔族の一柱。
全長数百メートルにおよぶ巨体に触手やガスを操る能力を持っている。

人形遣い
八大魔族の一柱。
人間を意のままに操る能力を持っている。

### その他
女神
声 - 田村ゆかり
ルーグの前世である暗殺者の魂を地球から呼び寄せ、勇者の暗殺を依頼した異世界の女神。
暗殺の条件は、「暗殺の期限は転生後18年以内」「勇者が魔王を倒すまでは勇者を暗殺してはならない」「世界を救えるなら勇者を暗殺しなくても構わない」。
アズバ・ヴェンカウル
声 - 川島得愛
ルーグにとって最初の暗殺のターゲット。
隣国に情報を売り、ヴィーゼという多年草を用いた麻薬を領内にばら撒くことで領土を盛り上げていた。
魔力持ちではあったが、タングステン製の弾丸によって頭蓋を貫通され、死亡した。
ブリジット
声 - 國府田マリ子
ヴェンカウルの妻。名前はテレビアニメ版で設定された。
夫の悪事には気づいておらず、オルナの新製品を持ってきたイルグ（ルーグ）に夫についての情報を伝えた。

### テレビアニメオリジナル
クラリス
声 - 中村千絵
暗殺者の助手。一人前を自負するが実力が追いついておらず、足手まといとなっている。暗殺者と共に日本への渡航中、飛行機ごと撃墜されて死亡した。
マーガレット
声 - 櫻井浩美
死刑囚の一人である19歳の女性。ルーグたちが訪れた際には涙を流し、悪事にはやむを得ない事情があったかのように見せかけるが、彼に片腕を斬り落とされると醜悪な本性を現し、殺害される。
原作ではルーグが死刑囚を殺害するシーンは直接描かれず、これから殺害することが示唆されるだけであり、原作の死刑囚にまつわるシーンとテレビアニメ版での殺害シーンは時系列が異なっている。
ノイン、イーファ、コナー、ミシェル、ケリー
声 - 二ノ宮ゆい（ノイン）、三浦千幸（イーファ）、松永あかね（コナー）、中野さいま（ミシェル）、桃鈴ねね（ケリー）
マーハがストリートチルドレンだった頃に行動を共にしていた孤児たち。マーハと共に観光客（声 - 橘潤二）たちに町の名所を案内するなどして生計を立てていたところ、マーハと同様の経緯で孤児院に連れて来られ、劣悪な環境での使役や虐待に遭うが、イルグ（ルーグ）の介入を経てトランたちが逮捕されたことによって全員とも解放され、オルナの店員として雇われる。ノインは性的虐待によって精神的に追い詰められ、刃物で自身の顔を傷付けてしまったが、ルーグの自己治癒の強化魔法と特殊メイクを用いた治療によって傷を消すことができた。
トラン
声 - 山本格
マーハたちが連れて来られたトラン孤児院の院長を勤める中年男性。給付金を目当てに運営しており、孤児たちを劣悪な環境に置いて虐待や違法な人身売買にも手を染めていた。イルグ（ルーグ）によってこれらの悪行が露見し、逮捕される。
ロイド
声 - 松川裕輝
トランの部下の男性。魔力持ちだがイルグ（ルーグ）の敵ではなく、一瞬で腕を折られて倒される。
ハーメル
声 - 森宮隆
トラン孤児院のあるムルテウの子爵。トランと共に違法な人身売買に手を染めていたが、イルグ（ルーグ）によって悪行が露見し、逮捕される。
特殊部隊隊員
声 - 安元洋貴
地球で世界最高の特殊部隊隊員と呼ばれた男性。
戦死した後、女神から勇者暗殺を依頼されて本編の40年前に転生するが、二度目の人生では肥満体のニートになってしまった。
侍
声 - 杉田智和
地球で世界最高の侍と呼ばれた男性。
切腹死した後、女神から勇者を討てという任務を受けて本編の35年前に転生するが、剣だけでは魔法には歯が立たなかった。
MC
声 - 木村昴
世界最高のMC。対戦相手は必ず自殺するというリリックの腕前から、「リリカルマーダー」と呼ばれていた。
運悪く死亡した後、女神から勇者を討つよう言われて本編の30年前に転生するが、当時はリリックがただの悪口にしかならなかったため、住人に怒られる日々を送っている。
パパラッチ
声 - 諏訪部順一
地球で世界最高のパパラッチと呼ばれた男性。
痴情のもつれで死んだ後、本編の25年前に転生するが、勇者の馬車の前に飛び出して当たった振りをしてスキャンダルをでっちあげようとしたところ、実際に馬車に轢かれて失敗してしまった。
ミレイ
声 - 早水リサ
地球で世界最高の教師と言われた女性。
死後、女神から勇者を教育してほしいという依頼を受け、本編の20年前に転生した。最終話ではエポナの担任教師となり、彼女を紹介している。
厳密にはテレビアニメオリジナルではなく、原作や漫画版では死去しており、エポナの会話や回想のみに登場している。

## 用語
剣と魔法の世界
作中の舞台である世界。大陸名などの記載はなく、女神を含めてこの呼称を用いている。この世界の人間は、123,851種類のスキルから最大5個のランダムなスキルを持って生まれてくるようになっており、スキルはSからDまでのレアリティの中から1つずつ獲得する可能性がある（Dは確実に得られ、Cは100分の1、Bは1万分の1、Aは100万分の1、Sになると1億分の1の確率で得られる）。また、魔力を持つ者は地水風火の基本4属性に希少である光闇を加えた6属性の中から1つ（まれに2つ）の属性を持って生まれる。ただし、基本4属性を持っている場合には上達速度が半分になる。
勇者
剣と魔法の世界において、唯一魔王を倒せる存在。転生の際の暗殺者の認識では「英雄のような存在」。30個のスキル（少なくとも5つはSランク、残りはすべてAランク）を所有している。女神には、「ルーグの16歳時に魔王を倒して世界を救った後に世界を混乱させ、ルーグの18歳時に世界を破滅させる」と予言されている。
トウアハーデの魔眼
トウアハーデ家の医療技術の粋を集めた秘伝の魔眼。多くの死刑囚の人体実験のもとに完成された代物。スキルに近い要素もあるが、外科手術で後天的に獲得可能な代物。尋常でない遠距離や暗視能力・深視力・動体視力など、視力全般強化や魔力可視化がされる。反面、視覚からの情報量が相応に増加するため、慣れるための期間が必要となる。
鑑定紙
スキルを鑑定できる紙。一部の貴族が製法を独占しているため、入手は簡単ではない。
神器
魔力を持った武器・道具の総称。
魔槍：ゲイ・ボルグ
セタンタの所有する神器の武器。投擲することで音速を超える速さとなり、壮絶な破壊力を発揮する。

### スキル
超回復
Sランクスキル。体力魔力だけでなく、自己治癒能力を含めて全回復能力が初期値で100倍以上の効率をもって回復できる。怪我や病気などにも強く、睡眠時間を含めて多くの時間効率を最低限にすることができるため、ルーグの成長率をさらに向上させる結果となっている。
式を織るもの
Aランクスキル。作中世界において、魔術とは啓示によって授かるものであり、呪文の内容を独自に解析することでパラメータを改変して新たな術式を作り出そうと試みても、通常なら発動させることができない。このスキルだけが新たな魔術を作り出すことができる。スキルの持ち主が書き写した呪文を読み上げることにより、他者も新たな術式を行使することができるようになる。
成長限界突破
Bランクスキル。あらゆる成長の限界を無くすことが可能。これのみでは人間の一生における時間の関係や鍛錬の限界から役に立たないため、Bランクスキル扱いとなっている。
体術
Cランクスキル。体術における才能と補正を得る。体術限定であり、他の武術には効果はなく、剣術や槍術に比べると効果は劣る。
？？？（不明）
Dランクスキル。詳細不明。転生の際のスキル選択時の暗殺者の認識では「神は見る目がない」らしく、権能に対しての評価が低い模様。
虹色の魔術師
ランクスキル不明。ディアが所有しているスキル。
天才
ランクスキル不明。ディアが所有しているスキル。
老化防止
ランクスキル不明。ディアが所有しているスキル。
獣化
Sランクスキル。タルトが所有しているスキル。
狐耳と尻尾が生え、半獣人化する。接近戦がかなり強くなるスキル。獣同様に性欲が強くなり発情してしまうため、使用には注意が必要。
従者の献身
ランクスキル不明。タルトが所有しているスキル。
自らの魂が認めた主と契約を交わす高尾で発動できるほか、主と従者の全能力強化が可能である。また、主の死亡時に自ら御命を引き換えに蘇生・回復が可能とする。一方、副次的効果としてタルトとルーグの表層の思考200m以内ならテレパシーで伝わるようになる。
努力
ランクスキル不明。タルトが所有しているスキル。
槍術
スキルランク不明。体術と同じ才能と補正を得る戦闘系スキルの反面、体術の補正が剣術や槍術に比べると効果は劣る。タルトが所有しているスキルであり、槍術における才能と補正を得る。
テレビアニメ版では、タルトが物干し竿で演武のようなものを行っているため、槍・槍術限定はなく長棒や薙刀・矛・戟・長柄ハンマー・鋤・鍬など槍に近い長物の武器や道具の扱いにも補正がかかる模様。
剣術
スキルランク不明。体術と同じ才能と補正を得る戦闘系スキルの反面、体術の補正が剣術や槍術に比べると効果は劣る。体術の説明で触れられた存在している可能性があるスキルであるが、所有者はいない。
テレビアニメ版では、槍術でタルトが物干し竿で演武のようなものを行っているため、このスキルも剣・剣術限定はなく刀や木刀・棒など、剣に近い武器や道具の扱いにも補正がかかる模様。
ベルセルク
Sランクスキル。セタンタが所有しているスキル。
身体能力を大幅に強化する代わりに、理性が大幅に減退するスキル。

### 魔法
狙撃
銃（現代式のライフリング付き）と銃弾（正確には弾頭のみ。火属性魔法で発射するため、火薬は不要）をその場で生成し、任意のタイミングで火属性魔法で発砲する術式。魔法を前提とした仕様ゆえに引き金（トリガー）は必要なく、存在していない。セミオートほどの速さで連続射撃ができるが、マガジン（弾倉）があるについては不明。ただ、必要な魔法の属性や魔力消費量など解決する問題がある、術式を追加変更すればマガジンは作成できるなどの理由でマガジンも存在しない可能性が高い。
テレビアニメ版では第1話にてディアがこの術式で連続射撃を行い、人身売買中の相手を殺傷している。
砲撃
大砲（威力増強用の素材やライフリングなどの専用構造を持つ）に砲弾（正確には弾頭のみ。火属性魔法で発射するため、火薬は不要）をその場で生成し、任意のタイミングから火属性魔法で砲撃する術式。
テレビアニメ版で放送された限りでは、試作した術式は発射の威力が砲身の耐久力を上回っており、1発だけで破損している。また、反動等の対策のためか車輪が装備されている。加えて（生成は土魔法・発射は火魔法であるため）生成と銃撃・砲撃の速射性能の両立が術師に依存する傾向があるため、生成・砲撃に必要な属性も考慮して術式・機能的に魔法以外での装填も前提にしている模様。
グングニル
暗殺魔法。
地球において開発されていた宇宙兵器「神の杖」を原型とし、重力反転魔法によって大質量の金属を衛星軌道上まで輸送するコスト面の問題を解決したうえ、風の魔法で大気圏再突入時の空力加熱を防止する、といった改良を加えたものである。

## 既刊一覧

### 小説
- 月夜涙（著）・れい亜（イラスト） 『世界最高の暗殺者、異世界貴族に転生する』 KADOKAWA〈角川スニーカー文庫〉、既刊8巻（2024年8月1日現在）
  1. 2019年2月1日初版発行（同日発売[23]）、ISBN 978-4-04-107941-6
  2. 2019年7月1日初版発行（同日発売[24]）、ISBN 978-4-04-107874-7
  3. 2019年11月1日初版発行（同日発売[25]）、ISBN 978-4-04-107877-8
  4. 2020年4月1日初版発行（同日発売[26][27]）、ISBN 978-4-04-108971-2 / ISBN 978-4-04-108970-5（ドラマCD付き特装版）
  5. 2020年9月1日初版発行（同日発売[28]）、ISBN 978-4-04-108972-9
  6. 2021年3月1日初版発行（2月27日発売[29]）、ISBN 978-4-04-108973-6
  7. 2022年8月1日初版発行（7月29日発売[30]）、ISBN 978-4-04-111501-5
  8. 2024年8月1日初版発行（同日発売[31]）、ISBN 978-4-04-111502-2

### 漫画
- 月夜涙（原作）・れい亜（キャラクター原案）・皇ハマオ（漫画） 『世界最高の暗殺者、異世界貴族に転生する』 KADOKAWA〈角川コミックス・エース〉、既刊8巻（2025年1月10日現在）
  1. 2019年10月4日初版発行（同日発売[32]）、ISBN 978-4-04-108699-5
  2. 2020年7月4日初版発行（7月3日発売[33]）、ISBN 978-4-04-109105-0
  3. 2021年4月9日初版発行（同日発売[34]）、ISBN 978-4-04-111203-8
  4. 2021年11月10日初版発行（11月9日発売[35]）、ISBN 978-4-04-111808-5
  5. 2022年9月9日初版発行（同日発売[36]）、ISBN 978-4-04-112553-3
  6. 2023年7月10日初版発行（同日発売[37]）、ISBN 978-4-04-113419-1
  7. 2024年3月8日発売[38]、ISBN 978-4-04-114443-5
  8. 2025年1月10日発売[39]、ISBN 978-4-04-115356-7

## テレビアニメ
2021年2月にテレビアニメ化が発表され、同年10月から12月までAT-X・TOKYO MXほかにて放送された。当初は7月から放送予定だったが、ティザーPV発表時に変更された。
2023年9月24日に第2期制作決定が発表された。

### スタッフ
- 原作 - 月夜涙[11]
- キャラクター原案 - れい亜[11]
- 監督 - 田村正文[11]
- シリーズ構成・脚本 - 高山カツヒコ[11]
- キャラクターデザイン - 長田絵里[11]
- 総作画監督 - 吉川佳織[11]
- サブデザイン - 藤井ありさ[11]
- 武器デザイン - 氏家嘉宏[11]
- プロップデザイン - 今田茜[11]
- 美術監督・美術設定 - 吉山裕也[11]
- 色彩設計 - 吉田隼人[11]
- 撮影監督 - 新谷優子[11]
- グラフィックデザイン - 柏原進[11]
- 3Dディレクター - 江田恵一[11]
- 編集 - 瀧川三智[11]
- 音響監督 - 土屋雅紀[11]
- 音響効果 - 川田清貴[11]
- 音響制作 - グロービジョン[11]
- 音楽 - 黒田賢一[11]
- 音楽制作 - ランティス[11]
- 音楽プロデューサー - 重松暖[43]
- プロデューサー - 元長聡[43]、宮川夏樹[43]、関根陽一[43]、黒須信彦[43]、柏木豊[43]、外川明宏[43]、梅田正勝[43]、大久保明子[43]、川島誠一[43]
- アニメーションプロデューサー - 清水優人[43]、斎藤友紀[43]
- アニメーション制作 - SILVER LINK.、studioぱれっと[11]
- 製作 - 暗殺貴族製作委員会（KADOKAWA、バンダイナムコアーツ、クランチロール、エー・ティー・エックス、ムービック、角川メディアハウス、テレビ愛知、グロービジョン）[11]

### 主題歌
「Dark seeks light」
ニノミヤユイによる第1期オープニングテーマ。作詞はニノミヤユイ、作曲・編曲はケンカイヨシ。
「A Promise」
結城アイラによる第1期エンディングテーマ。作詞・作曲は結城アイラ、編曲は蓮尾理之。
「Dazzling」
ディア（上田麗奈）による挿入歌。作詞は結城アイラ、作曲・編曲は黒田賢一。
「甘い夢」
マーハ（下地紫野）による挿入歌。作詞は結城アイラ、作曲・編曲は黒田賢一。
「For you」
タルト（高田憂希）による挿入歌。作詞は結城アイラ、作曲・編曲は黒田賢一。

### 評価
アメリカのアニメ評価サイト「Anime Trending」が主催した「第8回 Anime Trending Awards」ではFANTASY OR MAGICAL ANIME OF THE YEAR部門で7位、ACTION OR ADVENTURE ANIME OF THE YEARで8位をそれぞれ獲得している。

### 各話リスト
| Plan-01 | 信用の報酬 Quantum of Trust              | 岩畑剛一 田村正文 | 田村正文          | 寿夢龍 前嶋弘史 久松沙紀 上西麻耶 今田茜 金正男 武本大樹 徳 工藤公聖 田村正文 王敏 周健 趙小川 姜智慧 | 2021年 10月6日 |
| Plan-02 | 転生の取引 Deal of Reincarnation         | 田村正文 末田宜史 | 田村正文 末田宜史 | 長田絵里 立石良子 兵頭敬 前嶋弘史 関本美穂                                                            | 10月13日       |
| Plan-03 | 絆の魔法 Magic of Bonds                  | 田村正文          | 関根侑佑          | 金正男 冨樫彩菜 武本大樹 今田茜 寿夢龍 柳瀬譲二 小牧容子 工藤公聖 松坂定俊                            | 10月20日       |
| Plan-04 | 女神の計画 Plan of Goddess               | 前田基匡          | 前田基匡          | 江本正弘 松本勝次 飯飼一幸 服部憲知 さゆみれい 南伸一郎                                               | 10月27日       |
| Plan-05 | 暗殺者の資格 Qualifications of Assassins | 細田雅弘          | 細田雅弘          | 上西麻耶 久松沙紀 前嶋弘史 武本大樹 寿夢龍 今田茜 柳瀬譲二 工藤公聖 金正男                            | 11月3日        |
| Plan-06 | 少女の館 Residence of Girls              | 田村正文          | 田村正文          | 吉川佳織 迫江沙羅 髙松さや 兵頭敬 関本美穂 立石良子 遠藤省二 冨樫彩菜                                 | 11月10日       |
| Plan-07 | 偽りの生活 Life of Falsehoods            | 西田正義 田村正文 | 榎本守            | 武本大樹 宇都木勇 山崎克之 木下由美子 今田茜 渡部桂太 前嶋弘史 寿夢龍 西田美弥子 北島勇樹             | 11月17日       |
| Plan-08 | 選択の儀式 Rites of Choice               | 末田宜史          | 末田宜史          | 吉川佳織 黒木涼之介 小田裕康                                                                          | 11月24日       |
| Plan-09 | 暗殺の代償 Compensation of Assassination | 岩畑剛一 田村正文 | 関根侑佑          | 武本大樹 川口弘明 久松沙紀 今田茜 寿夢龍 武志鵬 田村正文 北島勇樹                                     | 12月1日        |
| Plan-10 | 初めてのデート First of Dates            | 前田基匡          | 前田基匡 田村正文 | 立石良子 前嶋弘史 舘崎大 髙松さや 能地清 松本勝次 永田有香 YICHENG 長田絵里 田村正文                  | 12月8日        |
| Plan-11 | 裏切りの決意 Choice of Betrayal          | 岩畑剛一 田村正文 | 細田雅弘          | 久松沙紀 船越麻友美 古谷梨絵 寿夢龍 武本大樹 小牧容子 木下由美子 直木祥子 飯塚葉子 田村正文           | 12月15日       |
| Plan-12 | 暗殺者の戦い Battle of Assassin          | 末田宣史 田村正文 | 末田宣史 田村正文 | 長田絵里 田村正文 立石良子 前嶋弘史 江本正弘 髙松さや 吉川佳織 黒木涼之助                             | 12月22日       |

### 放送局
| 放送期間                 | 放送時間                     | 放送局     | 対象地域 | 備考                                            |
| ------------------------ | ---------------------------- | ---------- | -------- | ----------------------------------------------- |
| 2021年10月6日 - 12月22日 | 水曜 23:00 - 23:30           | AT-X       | 日本全域 | 製作参加 / CS放送 / 字幕放送 / リピート放送あり |
| 2021年10月7日 - 12月23日 | 木曜 1:05 - 1:35（水曜深夜） | TOKYO MX   | 東京都   |                                                 |
|                          |                              | KBS京都    | 京都府   |                                                 |
|                          | 木曜 1:30 - 2:00（水曜深夜） | サンテレビ | 兵庫県   |                                                 |
|                          | 木曜 2:35 - 3:05（水曜深夜） | テレビ愛知 | 愛知県   | 製作参加                                        |
|                          | 木曜 23:30 - 金曜 0:00       | BS日テレ   | 日本全域 | BS/BS4K放送 / 『アニメにむちゅ〜』枠            |

| 配信開始日             | 配信時間                | 配信サイト |
| ---------------------- | ----------------------- | --- |
| 2021年10月6日          | 水曜 23:30 更新         | ABEMA |
| 2021年10月9日          | 土曜 23:30 更新         | dアニメストア |
| 2021年10月13日以降順次 | 水曜 23:30 以降順次更新 | niconico （生放送・チャンネル） GYAO! ひかりTV FOD Netflix バンダイチャンネル Hulu TELASA J:COMオンデマンド みるプラス見放題プレミアム アニメ放題 Amazon Prime Video アニメカ TVer U-NEXT Rakuten TV DMM.com music.jp ビデオマーケット HAPPY!動画 クランクイン！ビデオ ムービーフルplus |

### BD / DVD
| 巻 | 発売日         | 収録話         | 規格品番   | 規格品番   |
| 巻 | 発売日         | 収録話         | BD         | DVD        |
| -- | -------------- | -------------- | ---------- | ---------- |
| 1  | 2021年12月22日 | 第1話 - 第4話  | ZMXZ-15071 | ZMBZ-15081 |
| 2  | 2022年1月26日  | 第5話 - 第8話  | ZMXZ-15072 | ZMBZ-15082 |
| 3  | 2022年2月25日  | 第9話 - 第12話 | ZMXZ-15073 | ZMBZ-15083 |

## パチンコ
『P世界最高の暗殺者、異世界貴族に転生する』のタイトルで、2025年1月6日に藤商事より発売された。